# Barbapellis pterygalces
Barbapellis pterygalces is een straalvinnige vissensoort uit de familie van de puitalen (familie) (Zoarcidae). De wetenschappelijke naam van de soort is voor het eerst geldig gepubliceerd in 2012 door Iglésias, Dettai & Ozouf-Costaz.